# Костяшин
Костяшин (пол. Kościaszyn) — село в Польщі, у гміні Долобичів Грубешівського повіту Люблінського воєводства. Населення — 133 особи (2011).

## Історія
Перша письмова згадка походить з 20 січня 1394 року, коли князь Земовит IV подарував село домініканському монастирю в Белзі, якому воно належало аж до XVIII століття.
Понад 100 років Костяшин був прикордонним селом Австро-Угорщини.
У 1867—1939 роках село належало до Сокальського повіту. У 1880 році в селі було 408 мешканців. Місцеві українці воювали у лавах УГА від польської агресії. За переписом 1921 року в селі були 91 будинок і 532 мешканці, з них 448 українців-греко-католиків і 18 євреїв.
У 1939 році в селі проживало 630 мешканців, з них 560 українців-греко-католиків, 45 українців-римокатоликів, 15 поляків і 10 євреїв. Село входило до гміни Варенж Място Сокальського повіту Львівського воєводства Польської республіки.
У селі була дерев'яна церква Покрови Пресвятої Богородиці, збудована 1926 року, дочірня від парафії Ліски Варязького деканату Перемишльської єпархії греко-католицької церкви. Після виселення українців поляки використовували церкву під склад.
27 вересня 1939 року відповідно до Пакту Молотова — Ріббентропа село було зайняте радянськими військами, але Договором про дружбу та кордон між СРСР та Німеччиною Сталін обміняв Закерзоння на Литву і до 12 жовтня радянські війська відійшли за Буг та Солокію та передали територію німцям (включена до Дистрикту Люблін Генеральної губернії). 23 березня 1943 року на село напали поляки і спалили його — уціліли лише 4 хати, церква, школа та панський двір. Після того поляки неодноразово нападали на села і вбивали українців, на їх захист почала ставати новостворена УПА (сотня Ягоди). 21 липня 1944 року село зайняте Червоною армією, а в жовтні — віддане Польщі. Українці у 1946 році були виселені в СРСР (Клубівці, Пшеничники, Марківці, Тисмениця, Нова Липівка, сибірські концтабори) або замордовані поляками при виселенні.
21-25 червня 1947 року під час операції «Вісла» польська армія виселила з села на приєднані до Польщі північно-західні терени 92 українців. У селі залишилося 4 українців, які також підлягали виселенню.
У 1975—1998 роках село належало до Замойського воєводства.

## Демографія
Демографічна структура станом на 31 березня 2011 року:
|          | Загалом | Допрацездатний вік | Працездатний вік | Постпрацездатний вік |
| -------- | ------- | ------------------ | ---------------- | -------------------- |
| Чоловіки | 71      | 16                 | 50               | 5                    |
| Жінки    | 62      | 6                  | 40               | 16                   |
| Разом    | 133     | 22                 | 90               | 21                   |

## Пам'ятки
- Дерев'яна каплиця середини XIX століття та руїни церкви.
- Рештки ранньосередньовічного городища, виявленого у середині XIX століття.

## Відомі мешканці
В селі народилася Грицишин Ярослава Семенівна (нар. 1937) — українська вишивальниця, заслужений майстер народної творчості УРСР.